# Трипитака
Трипитака (на пали: Tipitaka), или „Трите Кошници“ са три големи сборника с различни групи учения: Виная, Сутра и Абидхарма, давани от историческия Буда Шакямуни в течение на четиридесет и петгодишния период от неговото просветление до самата му смърт, наричана от будистите Махапаринирвана. Те са систематизирани години по-късно от неговите основни ученици в Раджгир при първия будистки събор. Упали предава Виная, Ананда – Сутра и Кашяпа – Абидхарма. Самото наименование „питака“ или кошница, както се смята произлиза от плетените кошове, в които са разпределяни текстовете макар че тази дума вероятно и тогава е имала преносен смисъл. На следващите събори те допълнително са кодифицирани и обработени, за да бъдат по-лесно използвани. В началото и в края на текстовете са добавяни определени формули на почитание и благодарности, които правят възможно разбирането кой текст от коя група е.
Виная се отнася предимно до монасите и монахините, правилата за поведение в изключителни детайли. В тях обект на възхвала е само Буда. Главната тема на Сутра е предимно медитационната практика. Тук се отправя възхвала към Будите и Бодхисатвите. Предмет на Абидхарма са обектите на познанието, устройството, функционирането, пораждането и разпадането на вселените и различните същества в тях. В тях се възхвалява бодхисатва Манджушри, обединената мъдрост на Будите. Смята се, че Виная работи предимно с привързаността, Сутра с гнева и Абидхарма с невежеството и объркаността. Така Трипитака премахва трите т.нар. отрови на ума.